# Prasłowianie

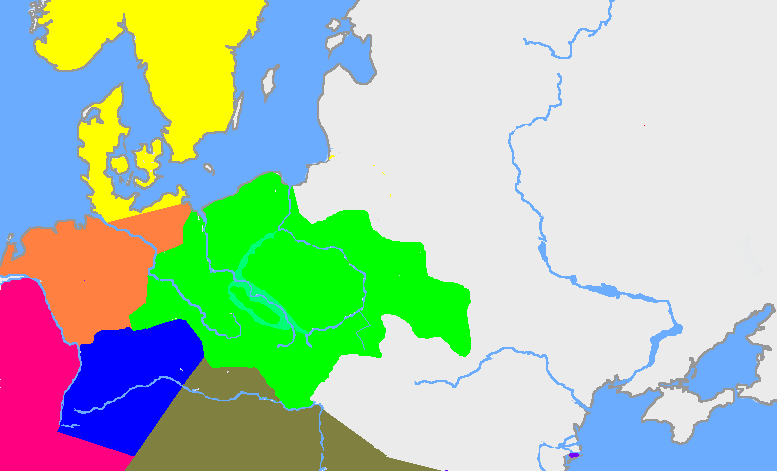
Orientacyjny zasięg kultury łużyckiej (kolor zielony)

Prasłowianie – hipotetyczny lud prehistoryczny, będący bezpośrednim antenatem Słowian.

## Teoria autochtoniczna Kostrzewskiego
Koncepcję istnienia tego ludu stworzył Józef Kostrzewski, który utożsamiał Prasłowian z twórcami kultury łużyckiej, zamieszkującymi mniej więcej tereny obecnej Polski już w epoce brązu. Niektóre źródła łączą wcześniejszą od łużyckiej kulturę trzciniecką z kolebką Prasłowian.
Prasłowiańszczyzna w dziejach to okres trwający około 2000 lat, od początków rozpadu wspólnoty bałto-słowiańskiej (ok. 1500–1300 r. p.n.e.) do rozpadu wspólnoty językowej prasłowiańskiej (VI-VII wiek n.e.). Ostateczny rozpad Prasłowiańszczyzny niektórzy autorzy przesuwają na wieki IX-X, przyjmując, że język staro-cerkiewno-słowiański jest pisaną postacią jednego z dialektów prasłowiańskich obszaru bułgarsko-macedońskiego okolic Sołunia IX wieku.

## Teoria allochtoniczna i koncepcja „Wenetów”

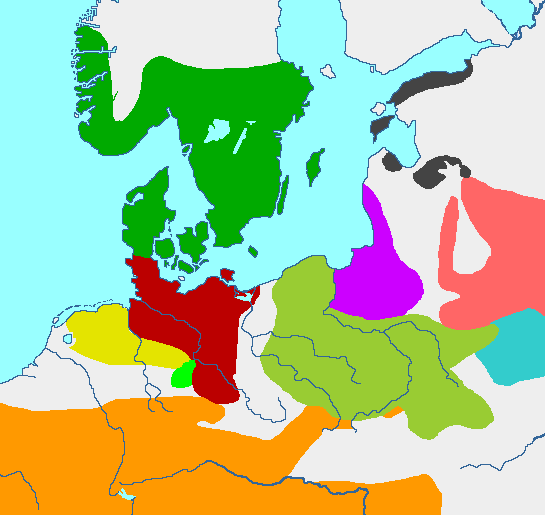
Orientacyjny zasięg kultur – na ciemnoczerwono kultura jastorfska, na pomarańczowo Celtowie, na turkusowo kultura miłogradzka

Z kolei Kazimierz Godłowski widział kolebkę Prasłowian bardziej na wschód, na terenach dzisiejszej Białorusi. Jerzy Strzelczyk w pracy Od Prasłowian do Polaków wysunął koncepcję iż przybywający jednak dopiero w V-VI wieku znad Dniepru Słowianie nawarstwiali się na pozostałości spokrewnionej z nimi ludności wenetyjskiej, lecz niebędącą bezpośrednimi przodkami obecnych Słowian.
Badania lingwistyczne – siedziby Prasłowian i Pragermanów sąsiadowały ze sobą, ale w okresie rozpadu wspólnoty praindoeuropejskiej Pragermanie zajęli siedziby dalej na zachód (w południowej Skandynawii i na Półwyspie Jutlandzkim), podczas gdy Prasłowianie pozostawali dalej na wschodzie (problematyczna – w świetle odmiennych: autochtonicznej i allochtonicznej – koncepcji pochodzenia Słowian – pozostaje dokładna lokalizacja pierwotnych siedzib jednych i drugich plemion). Istnieje koncepcja, że w późnej epoce brązu i w epoce żelaza plemiona germańskie i słowiańskie oddzielał zwarty obszar osadnictwa innych plemion indoeuropejskich, znanych jako Wenetowie. Według źródeł greckich i rzymskich (Pliniusz Starszy (ok. 24–29), Tacyt (ok. 55–120), Ptolemeusz (ok. 100–178)) Wenetowie byli ludem zamieszkującym obszar między Górami Wenedzkimi (Karpatami) a Morzem Wenedzkim, od Bałtyku po stepy nadczarnomorskie. Pochodzenie Wenetów nie jest ostatecznie ustalone, wyrażany jest jednak pogląd, że byli to prawdopodobnie Ilirowie – lud osiadły między Adriatykiem a ziemiami nad środkowym Dunajem (potomkami niezromanizowanych Ilirów są dzisiejsi Albańczycy, choć ich język uległ obcym wpływom). Nazwa ta następnie została przeniesiona na zachodni odłam Słowian – znanych odtąd jako Wenedowie (wskazać też należy na koncepcję autorstwa Jerzego Strzelczyka, według której Wenedowie mieliby być Prasłowianami, na których nałożyła się kolejna fala osiedleńcza spokrewnionych blisko plemion). 
Przypisywanie temu samemu ludowi różnych nazw, zwykle lub przenoszenie czy utożsamianie kolejnych fal osiedleńczych z poprzednikami, należało do częstej praktyki antycznej geografii.